# Алея вікових лип (м. Монастирище)
Але́я вікови́х лип — ботанічна пам'ятка природи місцевого значення в Україні. Об'єкт розташований на території Монастирищенського району Черкаської області, в місті Монастирище.
Площа — 0,3 га, статус отриманий у 1972 році. 